# Bimetal
El término se refiere a un objeto que se componga de dos o más metales ensamblados juntos. En vez de ser una mezcla de dos o más metales, como en el caso de una aleación, los objetos bimetálicos consisten en capas de diversos metales. Trimetal y tetrametal se refieren a objetos integrados por tres y cuatro metales separados respectivamente.
Los termostatos bimetálicos tanto en tiras como en discos, que convierten un cambio de temperatura en un movimiento mecánico, son los objetos bimetálicos más conocidos debido a su nombre.
Están compuestos por dos capas de metales con diferentes coeficientes térmicos de expansión, por lo que al variar la temperatura tiende a flexionarse hacia el lado de menor coeficiente de expansión.
Esta disposición es utilizada en disyuntores de corriente, donde la corriente que circula por el mismo bimetal lo calienta y hace que se abra al circuito limitando la corriente máxima. 
Sin embargo, hay otros objetos bimetálicos comunes. Por ejemplo latas cubiertas de acero. Para disminuir el costo y evitar que la gente las derrita por su metal, las monedas se componen a menudo de un metal barato cubierto con un metal más costoso.
Un tipo común de objeto trimetálico (antes de la lata de aluminio puro) era una lata estañada de acero con una tapa de aluminio. La fabricación de la tapa con aluminio permitió que fuera quitada a mano en vez de usar un abrelatas, pero estos envases resultaron difíciles de reciclar debido a su mezcla de metales.  
- Datos: Q746634
- Multimedia: Bimetallic strips / Q746634